# Sarah Chalke
Sarah Cassandra Chalke (Ottawa, 27 de agosto de 1976) é uma atriz canadense mais conhecida pelo papel de Elliot Reid na sitcom Scrubs e de Rebecca 'Becky' Conner Healy em Roseanne.

## Biografia
Sarah Chalke nasceu em Ottawa, Ontario, Canadá, e cresceu em Vancouver, sendo filha do meio entre as três filhas de Doug e Angie Chalke. Sua mãe é de Rostock, Alemanha, e toda sua família se mudou para o Canadá em 1952. Sarah ainda mantém contado com suas raízes alemãs. Sabe falar alemão e francês fluentemente.

## Carreira
A carreira de Sarah começou cedo, quando ela tinha 8 anos de idade, fazendo apresentações em musicais infantis de teatro. Com 16 anos, ela se tornou repórter no programa infantil canadense chamado KidZone. Em 2001, começou a interpretar sua mais famosa personagem: Dr Elliot Reid na série de comédia da NBC Scrubs. Ela também já atuou em vários filmes antes de atuar na série Scrubs.

## Vida pessoal
Ela está atualmente noiva de Jamie Afifi, com quem teve um filho em 2009. Aos dois anos de idade, seu filho foi diagnosticado com a Síndrome de Kawasaki. Em 2016, ela à luz uma menina.

## Filmografia

### Televisão
- Firefly Lane (2021)
- Friends from College (2017–2019)
- " Backstrom" (2015)
- Rick & Morty ( 2013—dias atuais)
- How To Live With Your Parents (2013)
- Grey's Anatomy (2013 — ep 19)
- Mad Love (2011)
- How I Met Your Mother (2008—2009)
- Scrubs (2001—2008)
- The 'Bu (2003—2005)
- Nothing Too Good for a Cowboy (1998)
- I've Been Waiting for You (1998)
- Daughters (1997)
- Dying to Belong (1997)
- A Child's Wish (1997)
- Stand Against Fear (1996)
- Dead Ahead (1996)
- Robin of Locksley (1996)
- Beyond Obssession (1994)
- Roseanne (1993-1997)
- Woman on the Ledge (1993)
- Relentless: Mind of a Killer (1993)
- City Boy (1992)

### Filmes
- Chaos Theory (2007)
- "Maneater" (2009)
- Cake (2005)
- Alchemy (2005)
- XCU: Extreme Close Up (2001)
- Kill Me Later (2001)
- Spin Cycle (2000)
- Cinderella: Single Again (2000)
- All Shook Up (1999)
- Y2K (1999)
- Ernest Goes to School (1994)